# 大富翁Deal
《大富翁Deal》乃大富翁的紙牌版遊戲，於2008年首次出現。與傳統大富翁最大相異之處就是終極目標不是贏取最多金錢，而是要盡快集齊三套不同顏色的物業；也沒有「破產」這回事。
2011年，《大富翁Deal》推出加強版，額外增加20張全新紙牌及進階遊戲玩法。

## 牌種
- 簡易遊戲規則4張
- 物業牌39張，包括28張普通物業牌、9張雙色多功能物業牌及2張彩色多功能物業牌。
- 行動牌47張（有貨幣價值，可當錢牌使用），包括10張租金牌、3張彩色租金牌、2張物業接管、3張強制交易、3張盜取、3張作出反對、3張收取債務、3張我的生日、2張雙倍租金、3張房子、2張酒店及10張通行證。
- 錢牌20張，包括6張一百萬元（M1M）、5張二百萬元（M2M）、3張三百萬元（M3M）、3張四百萬元（M4M）、2張五百萬元（M5M）及1張一千萬元（M10M）。
- 加強版全新20張，包括1張即時入獄、1張雙重盜取、1張超速行駛、1張租金轉移、1張繼承者、1張酒店、4張房子、4張雙色多功能物業牌、1張彩色多功能物業牌及一百萬元（M1M）至五百萬元（M5M）牌各一張，部分香港版的加強版額外增加2張英文版「簡易遊戲規則」。

## 相關產品及作品
- 原版

## 外部連結
- 大富翁
- 官方demo